# Egelsee und Egelseemoor in Unterach
Egelsee und Egelseemoor in Unterach este o arie protejată (arie specială de conservare — SAC, sit de importanță comunitară — SCI) din Austria întinsă pe o suprafață de 4,14 ha, integral pe uscat.

## Localizare
Centrul sitului Egelsee und Egelseemoor in Unterach este situat la coordonatele 47°49′57″N 13°30′15″E / 47.8326°N 13.5043°E.

## Înființare
Situl Egelsee und Egelseemoor in Unterach a fost declarat sit de importanță comunitară în decembrie 2015 pentru a proteja 1 specie de plante. Situl a fost protejat și ca arie specială de conservare în august 2019.

## Biodiversitate
Situată în ecoregiunea alpină, aria protejată conține 5 habitate naturale: Ape puternic oligomezotrofe cu vegetație bentonică cu Chara spp., Pajiști cu Molinia pe soluri calcaroase, turboase sau argilos-nămoloase (Molinion caeruleae), Mlaștini turboase de tranziție și turbării mișcătoare, Depresiuni pe substraturi de turbă de Rhynchosporion, Mlaștini alcaline.
La baza desemnării sitului se află o specie protejată de  plante: Hamatocaulis vernicosus.